# نبرد پورت آرتور
نبرد پورت آرتور (به ژاپنی: 旅順口海戦, Ryojunkō Kaisen)، ۸–۹ فوریه ۱۹۰۴ آغاز جنگ روسیه و ژاپن بود. با یک حمله شبانه غافلگیرانه توسط نیروی دریایی امپراتوری ژاپن به ناوگان بی طرفغ نیروی دریایی امپراتوری روسیه که در پورت آرتور در منچوری لنگر انداخته بود، آغاز شد و تا صبح روز بعد ادامه یافت. درگیری بیشتر در پورت آرتور تا مه ۱۹۰۴ ادامه داشت. حمله بدون نتیجه پایان یافت، اگرچه جنگ به پیروزی قاطع ژاپن منجر شد.